# Chonemorpha megacalyx
Chonemorpha megacalyx là một loài thực vật có hoa trong họ La bố ma. Loài này được Pierre ex Spire mô tả khoa học đầu tiên năm 1905.